# Staatsakademie für Rassen- und Gesundheitspflege

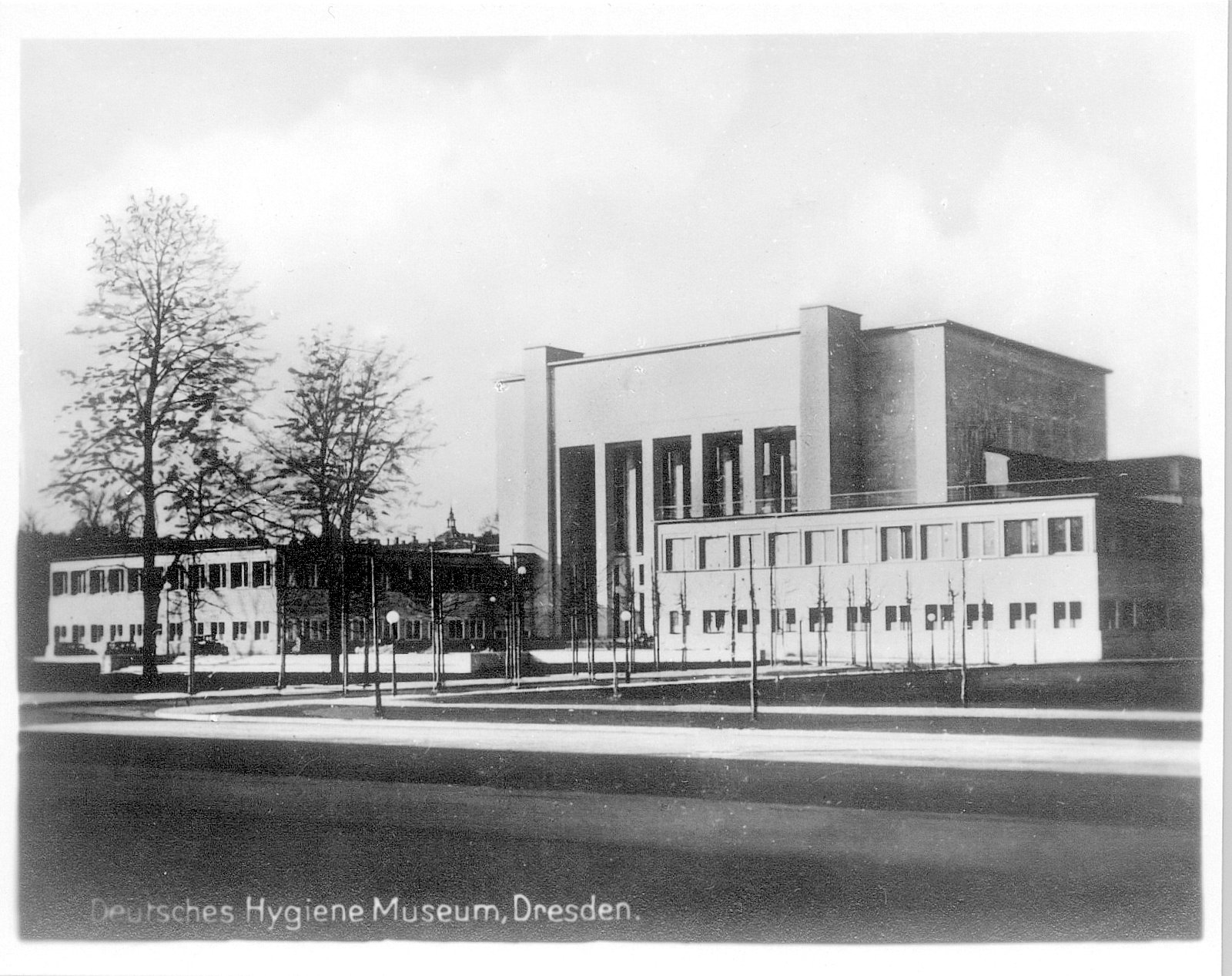
Deutsches Hygiene-Museum um 1930

Die Staatsakademie für Rassen- und Gesundheitspflege in Dresden war zwischen 1934 und 1945 eine nationalsozialistische Forschungs- und Lehreinrichtung für die rassenpolitische Propaganda und Schulung. Die Akademie war (auch räumlich) an das Deutsche Hygiene-Museum angeschlossen und ist Ausdruck der institutionalisierten Akzeptanz und Verbreitung der Wahnidee von der Rassenhygiene und Rassenkunde in der Wissenschaft zur Zeit des Nationalsozialismus – damit Teil der millionenfachen Diskriminierung, Verfolgung, Verletzung und Ermordung sogenannten „rassisch minderwertigen und völkisch unwerten Lebens“ (Holocaust, Vernichtungskrieg, Zwangssterilisierungen, Krankenmorde, medizinische Versuche). Die Akademie wurde mit dem Alliierten Kontrollratsgesetz Nr. 2 zur Auflösung und Liquidierung der Naziorganisationen vom 10. Oktober 1945 geschlossen; Mitwirkende mit der Kontrollratsdirektive Nr. 38 vom 12. Oktober 1946 unter Bestrafung gestellt.

## Gründung, Aufgaben und Programm
In Sachsen wurde die rassenpolitische Propaganda und Schulung von dem ehemaligen Arzt des  städtischen Krankenhauses „Am Kirchberg“ in Weimar, Ernst Wegner, aktiv unterstützt. Wegner war 1933 Staatskommissar für das gesamte Gesundheitswesen im Freistaat Sachsen geworden und nutzte seine Position im Deutschen Hygiene-Museum für diese Zwecke. Wegner war außerdem Gauärzteführer und Leiter der Ärztekammer Sachsens. 1934 wurde er mit der Gründung einer in Dresden anzusiedelnden Akademie beauftragt, in der Kurse für Rassenkunde durchgeführt werden sollten und dessen Rektor er wurde.
Das Deutsche Hygiene-Museum hatte bereits vor 1933 rassenhygienisches Gedankengut propagiert und entwickelte nun noch weiterreichende Aktivitäten auf diesem Gebiet – Dresden sollte die „deutsche ‚Stadt der Volksgesundheit‘“ werden, wie es in einer Vorlage für die Dresdner Stadtverordneten hieß. Der sächsische Reichsstatthalter Martin Mutschmann betraute daher Wegner 1933 mit den Vorarbeiten für die Schaffung einer Lehreinrichtung, dessen Ziel Wegner am 14. April 1934 bei der Gründung der „Staatsakademie für Rassen- und Gesundheitspflege“ so definierte:

„Aufgabe dieser Akademie wird in erster Linie sein: die Vermittlung unserer Rassen- und gesundheitspfleglichen wissenschaftlichen Erkenntnisse an alle Träger des nationalsozialistischen Staates, vorerst an sämtliche Leiter und Führer der P.O. [Politische Organisationen der NSDAP] und der SA., der SS., Hitlerjugend und der Reichswehr, der Polizei wie der Deutschen Arbeitsfront […], darüber hinaus sollen aber in Kursen an der Akademie noch die Beamten des Staates erfasst werden: Richter, Staatsanwälte, Ärzte, Lehrer […].“

Der erste „Einführungskursus“ für Staats- und Kommunalbeamte und „Führer der verschiedenen Gliederungen und Kreise“ begann direkt im Anschluss an die Gründungsfeierlichkeiten und wurde unter anderen von Martin Staemmler bestritten, seit 1933 Professor für Rassenhygiene in Leipzig und Verfasser des mehrfach nachgedruckten Buches „Rassenpflege im völkischen Reich“. Auch eine Besichtigung der Landesheil- und Pflegeanstalt in Arnsdorf wurde in das Programm aufgenommen. Weitere Dozenten in der Folgezeit waren Eduard Schütt und Hermann Alois Boehm.

## Ergänzende Forschungseinrichtung
Mit der Staatsakademie und dem Deutschen Hygiene-Museum verfügte Dresden über Einrichtungen, die der Propagierung der Rassenhygiene und der gesundheitspolitischen Auffassungen der Nationalsozialisten dienten. Die noch fehlende Institution, an der dezidiert in dieser Richtung geforscht werden sollte, entstand mit der Umwandlung des Stadtkrankenhauses Dresden-Johannstadt in das „Rudolf-Heß-Krankenhaus – Biologisches Zentralkrankenhaus für das Deutsche Reich“. Das hatte nach den Planungen vom Mai 1934 vor allem drei Aufgaben zu erfüllen: Es sollte ein Zentrum der rassenhygienischen Forschung werden, die Möglichkeiten einer „Synthese von Schulmedizin und Naturheilkunde“ überprüfen sowie der Ärzteschaft und den „Braunen Schwestern“ die so vorangetriebene „Neue Deutsche Heilkunde“ vermitteln. Das Klinikum blieb wirtschaftlich eine städtische Einrichtung, die erforderlichen Mehraufwendungen, zum Beispiel die Gehälter zusätzlicher Oberärzte, wurden von der Reichsärztekammer getragen. Ein oder mehrere Ärzte der Kinderklinik haben sich nachweislich durch Diagnose, Meldung und Verlegung mitschuldig gemacht am Kindermord im Rahmen der „Aktion T4“.2 Nach dem eigenmächtigen Flug von Rudolf Heß nach England wurde das Krankenhaus umbenannt und trug den Namen Gerhard Wagner.

## Wirkung
Die Staatsakademie für Rassen- und Gesundheitspflege war eine etablierte und bedeutende  Einrichtung zur Verbreitung und Implementierung der rassenhygienischen Politik im Nationalsozialismus. Im Triumvirat mit dem Deutschen Hygiene-Museum und dem Rudolf-Heß- (bzw. Gerhard-Wagner-) Krankenhaus trug sie dazu bei, Dresden zu einem Zentrum der rassenhygienischen Lehre und Forschung im nationalsozialistischen Deutschland zu entwickeln.